# Nepenthes argentii
Nepenthes argentii Jebb & Cheek, 1997 è una pianta carnivora della famiglia Nepenthaceae, endemica dell'isola di Sibuyan, nelle Filippine, dove cresce a 1400–1900 m.

## Conservazione
La Lista rossa IUCN classifica Nepenthes argentii come specie vulnerabile.